# Будки-Собичинські (хутір)
Будки-Собичинські (пол. Sobiczyn, Sobiczyński) — колишній хутір у Юрівській волості Овруцького повіту Волинської губернії та Будко-Собичинській сільській раді Олевського району Коростенської округи.

## Населення
На початку 20 століття кількість населення становила 76 осіб, дворів — 11.

## Історія
На початку 20 століття — хутір Юрівської волості Овруцького повіту.
Станом на 17 грудня перебував у підпорядкуванні Будко-Собичинської сільської ради Олевського району Коростенської округи.
Знятий з обліку населених пунктів до 1 жовтня 1941 року.